# Nationaal Park Darién
Nationaal Park Darién (Spaans: Parque Nacional Darién) is een 5.970 km² groot natuurreservaat in  Panama. Het nationale park, op zo'n 325 km afstand van Panama-Stad, is het grootste van het land, en is een van de belanghebbendste natuurlijke werelderfgoedsites van Centraal-Amerika.
Er zijn meerdere habitats van rotsige kuststroken en zandige stranden tot mangroven. De grootste delen zijn evenwel voorbehouden voor moerassen en tropisch regenwoud. Grote zones van het park zijn nauwelijks bereikbaar en door het regenwoud zijn geen wegen aangelegd. 

## Geografie en ligging
Het park ligt in de provincie Darién, in het zuidoosten van Panama. Het strekt zich in Panama uit bijna van aan de Caraïbische Zee tot aan de Stille Oceaan. 
Het gebied grenst aan Colombia en vormt een ecologische en geografische brug tussen Centraal-Amerika en Zuid-Amerika.  De zuidoostelijke rand van het park vormt 90% van de landsgrens tussen Pänama en Colombia. Daar gaat het park over in het Colombiaanse Nationaal Park Los Katíos, tevens werelderfgoed.
Een deel van het park maakt deel uit van de beruchte Darién Gap, een onherbergzaam grensgebied zonder doorlopende wegverbinding. Het park is de enige onderbreking in de Pan-Amerikaanse weg.

## Geschiedenis
Het park werd opgericht in 1980. Een jaar later, tijdens de 5e sessie van de Commissie voor het Werelderfgoed, werd het erkend als UNESCO werelderfgoed en als natuurlijk erfgoed toegevoegd aan de Werelderfgoedlijst. Twee jaar later, in 1983, werd een nog groter gebied van 8.593,33 km² in het kader van het UNESCO Mens- en Biosfeerprogramma erkend als biosfeerreservaat.

## Biodiversiteit
Nationaal Park Darién is een van de meest biodiverse gebieden ter wereld. Het landschap bestaat uit tropisch regenwoud, bergbossen, mangroven, rivieren en moerassen. In het park leven onder meer:
- de harpij (vogel) harpijarend (de nationale vogel van Panama),
- de jaguar,
- de Baird's tapir
- verschillende soorten apen, waaronder de bruinkop-slingeraap.

Het park herbergt meer dan 530 vogelsoorten, 169 soorten zoogdieren en duizenden soorten planten en insecten.

## Inheemse gemeenschappen
Binnen het park wonen inheemse volkeren zoals de Emberá, Wounaan en Guna. Zij leven grotendeels volgens traditionele levenswijzen, en hun aanwezigheid is essentieel voor het culturele erfgoed van het gebied. In sommige delen van het park zijn dorpen en gemeenschappen waar bezoekers onder begeleiding naartoe kunnen reizen.

## Bescherming en bedreigingen
Ondanks zijn beschermde status wordt het park bedreigd door illegale houtkap, landbouwuitbreiding, stroperij en de toename van migratieroutes door de Darién Gap. Er zijn verschillende nationale en internationale initiatieven om het park te beschermen, onder andere via samenwerking met lokale gemeenschappen en natuurbeschermingsorganisaties.
Altos de Campana · Camino de Cruces · Cerro Hoya · Chagres · Coiba · Darién · Golfo de Chiriquí · Isla Bastimentos · La Amistad · Metropolitano · Omar Torrijos · Portobelo · Santa Fe · Sarigua · Soberanía · Volcán Barú